# Manchester Trophy 2000
Il Manchester Trophy 2000 è stato un torneo di tennis facente parte della categoria ATP Challenger Series nell'ambito dell'ATP Challenger Series 2000. Il torneo si è giocato a Manchester in Regno Unito dal 18 al 23 luglio 2000 su campi in erba.

## Vincitori

### Singolare
Mosè Navarra ha battuto in finale  Martin Lee con il punteggio di 6–4, 6–3

### Doppio
Andy Ram /  Dejan Petrović  hanno battuto in finale  Yves Allegro /  Ivo Heuberger con il punteggio di 6–2, 7–6(1)